# Stryczowice
Stryczowice – wieś w Polsce, położona w województwie świętokrzyskim, w powiecie ostrowieckim, w gminie Waśniów.
Wieś w województwie sandomierskim była własnością Mikołaja Krzysztofa Radziwiłła (Sierotki) w latach 1576–1578. W latach 1975–1998 miejscowość administracyjnie należała do województwa kieleckiego.
Przez miejscowość przepływa rzeczka Garbatka.

## Integralne części wsi
| SIMC    | Nazwa     | Rodzaj    |
| ------- | --------- | --------- |
| 0276417 | Bidziny   | część wsi |
| 0276423 | Jesionna  | część wsi |
| 0276430 | Pod Skałą | część wsi |
| 0276446 | Wesołówka | część wsi |

## Historia
Nazwa miejscowości jest nazwą patronimiczną. Wywodzi się od archaicznej formy słowiańskiego imienia własnego Strycz (Stryczko). W dawnych spisach podawane są także warianty: Stritschowitz (1328), Strychowice i Striczowce (1579) lub Strzyszowice (1827). Charakter nazwy świadczy o wczesnośredniowiecznym pochodzeniu wsi.
Słownik geograficzny Królestwa Polskiego podaje, że Stryczowice były wsią włościańską w powiecie opatowskim, w gminie Boksyce, parafii Momina, położoną w odległości 44 wiorst od Opatowa.
Wieś (w opisie Jana Długosza zwana Stryczowycze) to dawna posiadłość biskupów lubuskich. W połowie XV wieku było tam 8 łanów kmiecych, które dawały dziesięcinę prebendzie kieleckiej, zwanej szewieńską. Niektóre pola dawały dziesięcinę parafii w Mominie, a młyn – kanonii kieleckiej.
W 1827 roku było tu 19 domów i 127 mieszkańców. Pod koniec XIX wieku Stryczowice miały 28 domów, 204 mieszkańców i 816 mórg ziemi. Wchodziły w skład dóbr Kosowice.
Po II wojnie światowej (do lat siedemdziesiątych) w miejscowości funkcjonowała szkoła podstawowa dla klas I-IV.
W 1983 wybudowano tu drogę asfaltową.
Do lat dziewięćdziesiątych XX wieku w Stryczowicach można było podziwiać zabytkowy wiatrak typu koźlak (obecnie zdemontowany).

## Badania archeologiczne
Prowadzone od lat sześćdziesiątych XX wieku badania wykopaliskowe potwierdziły istnienie życia osadniczego na tym terenie już w okresie neolitu. Osada neolityczna odkryta w Stryczowicach należała do ogromnych (jak na owe czasy). Zamieszkiwały ją różne formacje kulturowe z górą dwa tysiące lat (3450-1250 p.n.e.). Była otoczona palisadą i rowem obronnym.
W znajdujących się w Stryczowicach, Broniszowicach oraz Garbaczu kurhanach archeolodzy odkryli liczne grobowce megalityczne. Znajdują się one na trzech wzgórzach leżących w linii prostej, przy czym wzgórze w Stryczowicach (położone centralnie) jest najwyższe i tylko z niego widać dwa pozostałe – Broniszowickie na północnym wschodzie oraz Garbackie na południowym zachodzie.
Podczas badań wykopaliskowych prowadzonych na wzgórzu w Stryczowicach w lipcu i sierpniu 2004 roku z inicjatywy Państwowego Muzeum Archeologicznego w Warszawie eksploracją objęto powierzchnię 4 arów. Odkryto m.in. obiekty związane z osadą kultury lubelsko-wołyńskiej ceramiki malowanej, konstrukcje grobowców megalitycznych społeczności kultury pucharów lejkowatych, a także wczesnośredniowieczne cmentarzysko o dość niecodziennych pochówkach.
Prace badawcze prowadzono w obrębie czół grobowców. Dwa z nich okazały się mocno zniszczone, natomiast trzeci, położony pomiędzy nimi (wszystkie datowane na 5,5 tysiąca lat), zachowany był w stanie niemal idealnym (w porównaniu z innymi tego typu obiektami Polski południowej). Konstrukcja jego obstaw to dopasowane do siebie kamienie, ułożone jeden na drugim na tzw. zakładkę, tworzące suchy murek – najstarszą konstrukcję tego typu na ziemiach polskich i prawdopodobnie w Europie.
Podczas prac odkryto również groby wczesnośredniowieczne, w których zarejestrowano ślady świadczące o tym, że ciała zmarłych, przed złożeniem do grobu, były traktowane odmiennie od przyjętego w tym okresie – mężczyzna pochowany na brzuchu i przysypany kamieniami, skrępowana kobieta, mężczyzna bez dłoni.
Pracami wykopaliskowymi z 2004 roku zakończono badania archeologiczne stanowiska.
Odkryte tam obiekty archeologiczne przetransportowano do Muzeum i Rezerwatu Archeologiczno-Przyrodniczego Krzemionki w Krzemionkach Opatowskich celem rekonstrukcji.